# 隠蔽捜査 (テレビドラマ)
『隠蔽捜査』（いんぺいそうさ）は、今野敏の警察小説『隠蔽捜査』シリーズを原作として、2007年と2008年にテレビ朝日系「土曜ワイド劇場」で、2014年にTBS系列の「月曜ミステリーシアター」枠で、2019年3月11日に『今野敏サスペンス 隠蔽捜査〜去就〜』（こんのびんサンスペンス いんぺいそうさ きょしゅう）が、TBS制作・TBS系列「月曜名作劇場」で放送された日本のテレビドラマ。

## テレビ朝日版
テレビ朝日系「土曜ワイド劇場」で、『隠蔽捜査』が2007年10月28日に、『隠蔽捜査2〜果断〜』が2008年10月4日に放送された。全2回。主演は陣内孝則。

### キャスト（テレビ朝日版）

#### 主要人物（テレビ朝日版）
竜崎伸也
演 - 陣内孝則（幼少期：吉武怜朗〈第1作〉）
経歴：警察庁長官官房総務課 課長（第1作）
→ 大森中央署 署長（第2作）
第1作では警察庁長官官房総務課課長。私利私欲に走らず官僚の基本行動に忠実であり、陰でのあだ名は「警察組織の番犬」。ラストでは息子の不祥事の責任をとって、西杉並署署長に左遷される。
第2作では大森署（ドラマでは大森中央署）に署長として赴任する。管内で起きた立て篭もり事件では、前線本部長としてSIT・SATや刑事課を指揮を執る事になったが…。
伊丹俊太郎
演 - 柳葉敏郎（幼少期：森優貴〈第1作〉）
警視庁刑事部長。
第1作・北綾瀬の殺人事件で捜査本部長として指揮を執るも警察庁の幹部から「迷宮入り」を指示されるが、その情報をキャッチした竜崎の機転でもみ消しを撤回。正式に容疑者を逮捕。もみ消し工作を知った警察庁長官の激怒により指示した幹部は更迭されるも、伊丹はお咎め無しだった。それ以来、竜崎には恩義を感じており、「頭が上がらない」と明言している。
第2作・大森中央署管内で起きた立て篭もり事件で、指揮本部長として大森中央署に赴く。

#### 竜崎家（テレビ朝日版）
竜崎冴子
演 - 原田美枝子
伸也の妻。第2作にて胃潰瘍で倒れる。
竜崎邦彦
演 - 大東俊介
伸也の息子。
竜崎美紀
演 - 井村空美
伸也の娘。OL。

#### ゲスト（テレビ朝日版）
第1作『隠蔽捜査』「驚愕のもみ消し工作」（2007年）
- 谷岡裕也（警察庁長官官房総務課 広報室長） - 風間トオル
- 大沢京子（警視庁刑事部捜査1課 刑事） - 高橋ひとみ
- 田端守雄（警視庁刑事部捜査1課 課長） - 田山涼成
- 栗原直樹 - 根本博成
- 工藤春男 - 中山克己
- 山岡卓夫（北練馬署刑事課 巡査部長・リンチ殺人事件担当刑事） - 針原滋
- 保志野俊一（被害者・リンチ殺人事件元加害者） - 湯山大一郎
- 水戸信介（被害者・リンチ殺人事件元加害者） - 税所篤義
- 工藤翔太（リンチ殺人事件被害者） - 小島邦裕
- 佐伯夏子（リンチ殺人事件被害者） - 上杉遥
- 阿久根伸篤（警察庁刑事局長） - 西岡徳馬
- 坂上栄太郎（警察庁刑事局捜査1課 課長） - 斎藤洋介
- 福本多吉（東日新聞社 社会部長） - 原田大二郎
- 警察庁長官官房長 - 浅沼晋平
- ヤクザ真侠会 組長 - 波多江清
- 竜崎の幼少期のいじめっ子 - 菅大輝
- 宮村（警視庁刑事部捜査1課 刑事） - 平賀雅臣
- 吉見（警視庁刑事部捜査1課 刑事） - 中根徹
- ヤクザぎんゆう会 組長 - 鈴木ヤスシ
- 夏木広行（千住北署 署長） - 久保晶
- 池谷洋一（警視庁刑事部捜査1課 刑事） - 六平直政
- 相川一夫（三鷹中央署生活安全課 巡査部長・アベックリンチ殺人事件担当刑事） - 石倉三郎
- 牛島陽介（警察庁長官官房参事官） - 伊武雅刀
- 小松貴行（事件の犯人・リンチ殺人事件担当刑事・墨田署地域課 巡査部長） - 西村和彦
- その他の出演者 - 吉村美紀、片山ケン、大塚大心、下川真也、竹中彩、小杉勇二、太田行雄、青木一、森永健司、辻千春、中尾論介、桜井聖、でめたん、泉知束、堤匿孝、高木順巨、田村優馬、金橋良樹、松阪隆子

第2作『隠蔽捜査2〜果断〜』「奇妙な立てこもり事件 署長の危機！」（2008年）
- 戸高義信（大森中央署 強行犯係 刑事） - 杉本哲太
- 下平栄介（警視庁刑事部捜査1課 SIT係長） - 松重豊
- 貝沼悦郎（大森中央署 副署長） - 津村鷹志
- 関本良治（大森中央署 刑事課 課長） - 深水三章
- 斉藤治（大森中央署 警務課 課長） - 松澤一之
- 矢野洋一（大森中央署 交通課 課長） - 大河内浩
- 小松茂（大森中央署 刑事課強行犯係 係長） - 伊藤洋三郎
- 石渡猛（警視庁警備部機動隊 SAT中隊長） - 積圭祐
- 西沢（大森中央署 強行犯係 刑事） - 恩田括
- 吉富（大森中央署 地域課 巡査） - 水木英昭
- 瀬島の保護司 - 妹尾正文
- 桜井敬子宅のマンション管理人 - 掛田誠
- 瀬島睦利（殺害された立てこもり犯人） - 蓮尾卓美
- 高野健作（桜井敬子の遊び相手） - 福田裕也
- 小川博美（桜井敬子宅の隣人） - 青木和代
- 上原加奈子（源田夫婦の娘・かつて瀬島にストーカー殺害された女） - 海老沢神菜
- 上原次郎（加奈子の夫） - 渡辺航
- 鑑識班員 - 藤真秀
- 桜井敬子（殺人事件の被害者） - 田浦リオ
- 特殊隊員 - 武井秀哲
- 報道記者 - 洪明花
- 大島茂夫（警視庁刑事部捜査1課 課長） - 河西健司
- 久米政男（大森中央署 地域課 課長） - 谷村好一
- 野間崎武（警視庁第2方面本部 管理官） - 鶴田忍
- 小田切貞夫（警察庁首席監察官） - 名高達男
- 源田芳美（源田清一の妻） - 赤座美代子
- 源田清一（立てこもり事件の舞台の居酒屋主人） - 平泉成
- その他の出演者 - 黒木尚典、西山周吾、川上直己、近藤強、木川淳一、竹島正義、助川嘉隆、斉藤祐一、斉藤文太、松沢有紗、谷藤太、足立学、内村遥

### スタッフ（テレビ朝日版）
- 原作 - 今野敏
- 脚本 - 西村タカシ
- 監督 - 真船禎
- 技術協力 - テイクシステムズ、ケイ・デジタル・ネットワーク
- 美術協力 - テレビ朝日クリエイト
- 編集・MA - ザ・チューブ
- 殺陣 - 大道寺俊典
- ガンエフェクト - 浅生マサヒロ（第1作）、BIGSHOT（第2作）
- カースタント - DAREDEVIL DRIVERS
- 第2作特殊班監修 - 伊藤鋼一
- プロデューサー - 稲垣健司（テレビ朝日）、照喜名隆（ザ・ワークス）、井上由紀（ザ・ワークス）
- 製作 - テレビ朝日、ザ・ワークス

### 放送日程（テレビ朝日版）
| 作 | 放送日         | タイトル          | サブタイトル                      | 原作               | 脚本       | 監督   | 視聴率 |
| -- | -------------- | ----------------- | --------------------------------- | ------------------ | ---------- | ------ | ------ |
| 1  | 2007年03月10日 | 隠蔽捜査          | 驚愕のもみ消し工作                | 『隠蔽捜査』       | 西村タカシ | 真船禎 | 15.3%  |
| 2  | 2008年10月04日 | 隠蔽捜査2〜果断〜 | 奇妙な立てこもり事件 署長の危機！ | 『果断 隠蔽捜査2』 | 西村タカシ | 真船禎 | 11.9%  |

- 視聴率はビデオリサーチ調べ、関東地区・世帯

## TBS版
TBS系列「月曜ミステリーシアター」枠で、2014年1月13日から3月24日まで毎週月曜日20:00 - 20:54に放送された。全11回。
杉本哲太と古田新太のダブル主演で、杉本は本作が民放の連続ドラマ初主演、古田はゴールデンタイムの連続ドラマ初主演となる。
杉本や松澤一之など、テレビ朝日版のキャストが一部出演している。
『今野敏サスペンス 隠蔽捜査〜去就〜』（こんのびんサンスペンス いんぺいそうさ きょしゅう）が、TBS制作・TBS系「月曜名作劇場」で2019年3月11日の20時から22時に5年ぶりに同キャストで放送された。

### あらすじ（TBS版）
警察庁長官官房総務課長の竜崎伸也は、暴力団員が殺害された事件の一報が自分のところまで報告がないことに疑問を抱き、警視庁刑事部長で同期の伊丹俊太郎に問いただす。伊丹は「警察庁内の縦割り的縄張り争いが原因」と答え、竜崎は呆れる。その後、暴力団員が殺害された事件と同一犯と思われる殺人事件が2件連続して発生、被害者3人の素性を調べた結果、15年前に4人の未成年者による少女監禁・殺人事件で逮捕され、服役していた過去を持つ元犯罪加害者だったことが判明。大森北警察署刑事・戸高善信により参考人として連行されていた現職警察官が犯行を自供し、警察上層部では、事件の真相を隠蔽しようとする動きが生じる。
その頃、竜崎は家庭でも大きな問題を抱えていた。長男で予備校生の邦彦が麻薬を使用していたのだ。伊丹は、連続殺人事件と邦彦の問題の双方を揉み消した方がいいと竜崎を説得。竜崎は自分の進退にも関わる難しい決断を迫られていた（第1話、第2話より）。

### キャスト（TBS版）
詳細な人物説明は原作項目を参照。本項目は簡単な続柄を記載。複数話・単話登場の場合は演者名の横の括弧（）内に表記。

#### 主要人物（TBS版）
竜崎伸也
演 - 杉本哲太（小学3年生：酒井天満〈第1話・第2話・最終話〉）
経歴：警察庁長官官房総務課長（警視長）
→ 大森北警察署 署長
伊丹俊太郎
演 - 古田新太（小学3年生：篠田涼也〈第1話・第2話・最終話〉）
警視庁刑事部長（警視長）。

#### 竜崎家（TBS版）
竜崎冴子
演 - 鈴木砂羽
伸也の妻。
竜崎美紀
演 - 三倉茉奈
伸也・冴子の娘。恋人は大阪府警本部長の息子の三村。「去就」では三村からの電話やメールがしつこく別れたがっている。
竜崎邦彦
演 - 佐野玲於
伸也・冴子の息子。

#### 大森北警察署
戸高善信
演 - 安田顕
大森北警察署 刑事課強行犯係 巡査部長。「去就」では竜崎からストーカー対策チームに入るよう言われている。
貝沼悦郎
演 - 松澤一之
大森北警察署 副署長。
斎藤治
演 - 八十田勇一
大森北警察署 警務課 課長。
山田淳也
演 - 春海四方（第1話・第2話）
大森北警察署 地域課 巡査部長。
小松茂
演 - 大浜直樹（第3話・第5話・第9話 - 最終話 / 去就）
大森北警察署 刑事課強行犯係 係長。
芦田典久
演 - 渡辺憲吉（第6話）
大森北警察署 警備課 課長。
関本良治
演 - 佐戸井けん太（第3話 - 第5話・第8話 - 最終話）
大森北警察署 刑事課 課長。

#### 警察庁（TBS版）
牛島陽介
演 - 神保悟志（第1話・第2話・第10話）
警察庁長官官房審議官。
谷岡香織
演 - 青山倫子（第1話・第2話・第4話 - 第7話・第10話・最終話）
警察庁長官官房総務課 課長補佐。
上條貴仁
演 - 生瀬勝久
経歴：警察庁長官官房総括審議官
→ 警察庁警備局長
→ 警察庁長官官房長

#### 警視庁（TBS版）
野間崎正嗣
演 - 古舘寛治
警視庁第二方面本部 管理官。
下平栄介
演 - 斎藤歩（第3話・第5話・第10話・最終話）
警視庁刑事部 SIT第2係 係長。
川端守雄
演 - 久松信美（第5話 - 第7話）
警視庁刑事部捜査第一課 課長。

#### その他
福本多吉
演 - 中村育二（第1話・第2話・第4話・第8話）
東日新聞社会部 部長。

#### ゲスト（TBS版）
第1話 - 第2話
- 坂上栄太郎（警察庁刑事局捜査第一課 課長） - 矢島健一
- 宇部隆夫（少年犯罪加害者） - 田島茂樹（第1話のみ）
- 保志野俊一（少年犯罪加害者） - 河野マサユキ
- 水戸健介（少年犯罪加害者） - 佐藤匡泰（第1話のみ）

第3話 - 第5話
- 石渡剛志（警視庁警備部 SAT小隊長） - 藤本隆宏（第3話・第5話のみ）
- 源田清一（スナック磯菊 店主） - 有薗芳記（第3話・第5話のみ）
- 源田芳美（清一の妻） - 小椋あずき（第3話・第5話のみ）
- 瀬島睦利（消費者金融強盗犯） - 重住綾（第3話のみ）
- 小田切貞夫（警察庁長官官房首席監察官） - 池田成志（第4話・第5話のみ）

第6話 - 第7話
- 畠山美奈子（警視庁警備部警備第一課 警部） - 伊藤歩
- 藤本実（警視庁警備部部長） - 金田明夫
- ケン・ハックマン（アメリカ合衆国国土安全保障省シークレットサービス特別捜査官） - 岡田浩暉
- ジョン・ストリングフィールド（アメリカ合衆国国土安全保障省シークレットサービス特別捜査官） - イアン・ムーア
- 須永栄樹（警視庁公安部 課長） - 岡本光太郎
- 柳田雅人（警視庁中央空港警察署警備課 巡査部長） - 小椋毅
- 久住宏（警視庁中央空港警察署警備課） - スギウチタカシ
- 布施純一（警視庁刑事部捜査官の情報屋） - 正木俊和
- 小島久雄（トラック運転手） - 小手伸也
- 永芳明日香（羽田空港総合土産店ソライロ アルバイトスタッフ） - 原史奈
- 小野恵令奈（アイドルタレント・一日警察署長） - 小野恵令奈（本人役・第6話のみ）

第8話 - 第9話
- 折口秀彦（警察庁警備局公安課 課長） - 飯田基祐
- 天木兼一（隆東会幹部構成員） - 今奈良孝行（第9話のみ）
- 八田道夫（元在ブラジル大使館政務参事官） - 山川勝之
- 若尾光弘（元在コロンビア大使館専門調査員） - 小磯幸記
- 内山昭之（外務省第三国際情報室室長） - 堀部圭亮
- 矢島滋（厚生労働省麻薬取締部） - 升毅

第10話 - 最終話
- 中丸真造（衆議院議員・元経済産業大臣） - 五王四郎
- 田辺勇作（中丸の秘書・元警視庁公安部） - 加藤虎ノ介
- 平井進（中丸の運転手） - 山崎画大
- 本郷芳則（神奈川県警察刑事部 部長） - 池田政典
- 板橋武（神奈川県警察刑事部捜査第一課 課長） - 小木茂光
- 菊地誠（神奈川県警察刑事部捜査第一課 刑事） - 出合正幸
- 島村明彦（神奈川県警察横須賀南警察署 署長） - 水橋研二
- 小牧勝正（神奈川県警察 STS小隊長） - 吉永秀平（最終話のみ）
- 倉持勲（建築会社経営者、プレジャーボート所有者） - 佐藤正宏（第10話のみ）
- 倉持雅史（倉持勲の息子） - 川原一馬
- 小宮山英二（死刑囚小宮山耕吉の弟） - 森下亮
- 榊重臣（警察庁長官官房長） - 大石吾朗

隠蔽捜査〜去就〜
- 寺川真智子（ストーカー被害者） - 佐野ひなこ
- 下松洋平（コンビニアルバイト・真智子の高校の同級生） - 平埜生成
- 中島繁晴（IT会社勤務・真智子の同僚で元交際相手） - 松浦達也
- 根岸紅美（大森北警察署 生活安全課 巡査） - 高山侑子
- 佐藤（大森北警察署 生活安全課） - 津村知与支
- 岩井豊（警視庁刑事部捜査第一課 管理官） - 迫田孝也
- 沖原（警視庁レンジャー部隊隊長） - タイソン大屋
- 弓削篤郎（警視庁第二方面本部 本部長・警視正） - 菅原大吉
- 梶洋太郎（警察庁長官官房首席監察官・警視監） - 渡辺いっけい

### スタッフ（TBS版）
- 原作 - 今野敏『隠蔽捜査』シリーズ（新潮社刊）、『去就-隠蔽捜査6-』（新潮社）（去就）
- 脚本 - 中澤圭規、嶋田うれ葉、松本美弥子、熊本浩武、小山正太（去就）
- 音楽 - 窪田ミナ
- 演出 - 岡本伸吾、酒井聖博、田中健太
- 主題歌 - wacci「東京」（エピックレコードジャパン）[18]
- タイトル音楽 - 近藤等則
- ナレーション - 麻実れい
- 演出補 - 石川久、山崎統司、坂上卓哉、平澤直幸、岡田弥生、川口結
- サウンドデザイン - 石井和之
- タイトルCG - 稲生諭
- ファイティングコーディネーター - 佐々木修平
- ガンエフェクト - 納富貴久男
- 警察監修 - 古谷謙一
- 救急救命指導 - 鈴木哲司
- 医療指導 - 横井宏和、土田博和
- 企画 - 古賀誠一（去就）
- 企画協力 - 河野治彦
- 編成 - 瀬戸口克陽、永山由紀子、橋本孝（去就）
- 制作 - 那須田淳
- チーフプロデューサー - 橋本孝
- プロデューサー - 橘康仁
- 協力プロデューサー - 那須田淳（去就）
- プロデューサー補 - 山崎統司、塩村香里
- 製作 - ドリマックス、TBSスパークル（去就）、TBS

### 放送日程（TBS版）

#### 連続ドラマ
| 各話                                                          | 放送日  | サブタイトル                                                                      | 原作               | 脚本       | 演出     | 視聴率 |
| ------------------------------------------------------------- | ------- | --------------------------------------------------------------------------------- | ------------------ | ---------- | -------- | ------ |
| 第1話                                                         | 1月13日 | 事件は現場だけじゃない！会議室と家庭でも起きてるんだ！                            | 『隠蔽捜査』       | 中澤圭規   | 岡本伸吾 | 8.2%   |
| 第2話                                                         | 1月20日 | 辞職か大逆転か!? 責任は俺が取る！                                                 | 『隠蔽捜査』       | 中澤圭規   | 岡本伸吾 | 7.2%   |
| 第3話                                                         | 1月27日 | 犯人射殺の謎と罠！最終決断！妻の命か人質の命か！                                  | 『果断 隠蔽捜査2』 | 嶋田うれ葉 | 酒井聖博 | 7.5%   |
| 第4話                                                         | 2月03日 | 「あなたは一国一城の主」―妻から託された想い さらなる降格か!? 所轄の大逆襲始まる！ | 『果断 隠蔽捜査2』 | 嶋田うれ葉 | 田中健太 | 6.7%   |
| 第5話                                                         | 2月10日 | 非情の捜査中止命令― 現場の意地を見せてやる！なるか一発逆転！                      | 『果断 隠蔽捜査2』 | 嶋田うれ葉 | 酒井聖博 | 6.0%   |
| 第6話                                                         | 2月17日 | 恋に落ちた警察署長…意外な刺客 来日の米大統領をテロから守れ！                      | 『疑心 隠蔽捜査3』 | 松本美弥子 | 岡本伸吾 | 7.4%   |
| 第7話                                                         | 2月24日 | 爆弾テロまで72時間！ 恋に落ちた署長は米大統領暗殺を防げるか!?                     | 『疑心 隠蔽捜査3』 | 松本美弥子 | 岡本伸吾 | 6.3%   |
| 第8話                                                         | 3月03日 | キャリア官僚連続殺人― 外務省VS警察庁!? 恐るべきワナを見破れ！                     | 『転迷 隠蔽捜査4』 | 熊本浩武   | 田中健太 | 8.8%   |
| 第9話                                                         | 3月10日 | ついに上條失脚へ！ 変人コンビがキャリア官僚の大罪を暴き出す！                     | 『転迷 隠蔽捜査4』 | 嶋田うれ葉 | 酒井聖博 | 8.3%   |
| 第10話                                                        | 3月17日 | 変人コンビ最後の事件！ 誘拐された国会議員！要求は死刑囚の釈放                     | 『宰領 隠蔽捜査5』 | 松本美弥子 | 岡本伸吾 | 8.8%   |
| 最終話                                                        | 3月24日 | 変人コンビ最後の大勝負！ 国会議員誘拐事件の黒幕を暴き出せ！                       | 『宰領 隠蔽捜査5』 | 松本美弥子 | 岡本伸吾 | 7.0%   |
| 平均視聴率 7.5%（視聴率はビデオリサーチ調べ、関東地区・世帯） |         |                                                                                   |                    |            |          |        |

#### 2時間ドラマ
| 放送日        | タイトル                          | 原作                | 脚本     | 演出     |
| ------------- | --------------------------------- | ------------------- | -------- | -------- |
| 2019年3月11日 | 今野敏サスペンス 隠蔽捜査〜去就〜 | 『去就—隠蔽捜査6—』 | 小山正太 | 岡本伸吾 |

### 関連商品
サウンドトラック
- 窪田ミナ『月曜ミステリーシアター「隠蔽捜査」オリジナル・サウンドトラック』（2014年3月5日、カナメイシレコード、NQKS-2008）

DVD
- 隠蔽捜査 DVD-BOX（2014年6月25日、TCエンタテインメント、TCED-2161）

| TBS 月曜ミステリーシアター                  | TBS 月曜ミステリーシアター           | TBS 月曜ミステリーシアター                                          |
| 前番組                                      | 番組名                               | 次番組                                                              |
| ------------------------------------------- | ------------------------------------ | ------------------------------------------------------------------- |
| 刑事のまなざし （2013年10月7日 - 12月16日） | 隠蔽捜査 （2014年1月13日 - 3月24日） | ホワイト・ラボ 〜警視庁特別科学捜査班〜 （2014年4月14日 - 6月23日） |